# كفتة الحاتي
كفتة الحاتي هو طبق مصري تقليدي يتكون من لحم مفروم متبل، عادةً لحم بقري أو مزيج من لحم البقر ولحم الضأن، مخلوط بالأعشاب والتوابل، على شكل فطائر أسطوانية أو أسياخ، ومشوي أو مخبوز. يعد هذا الطبق من الأطباق الأساسية في المطبخ المصري وهو أحد أشكال الكفتة المتنوعة التي تؤكل في مصر وفي جميع أنحاء الشرق الأوسط.